# ماركو هيتالا
ماركو هيتالا (بالإنجليزية: Marko Hietala)‏ هو مغني ميتال فنلندي ولد بتاريخ 14 يناير 1966 وإشتهر بعمله مع فرقة نايتويش.

## حياته الشخصية
هيتالا لديه طفلان من زوجته السابقة مانكي وصبيان توأمان أنتو وميرو. يعيش هو وعائلته حاليًا في كوبيو بفنلندا. عندما لا يتجول ، يستمتع بقراءة الكتب ولعب ألعاب الفيديو ومشاهدة الأفلام. يحب بشكل خاص كتب الخيال والرعب والخيال العلمي. في عام 2016 ، ذكرت صحيفة فنلندية أن هيتالا تقدمت بطلب للطلاق.  في أغسطس 2018 تزوج من كاميلا كافالكانتي. 

## روابط فنية
ماركو هيتالا على موقع IMDb (الإنجليزية)
- ماركو هيتالا على موقع ميوزك برينز (الإنجليزية)
- ماركو هيتالا على موقع أول ميوزيك (الإنجليزية)
- ماركو هيتالا على موقع ديسكوغز (الإنجليزية)
- ماركو هيتالا على موقع قاعدة بيانات الفيلم (الإنجليزية)